# Cantone di Rocafuerte
Il Cantone di Rocafuerte è un cantone dell'Ecuador che si trova nella Provincia di Manabí.
Il capoluogo del cantone è Rocafuerte.